# حشمت بدخشانی
محتشم‌علی‌خان حشمت بدخشانی (درگذشتهٔ شاه‌جهان‌آباد ۱۱۶۳) شاعر پارسی‌گوی تاجیک‌تبار سدهٔ ۱۲ است.

## زندگی
اصل وی از بدخشان بود. در شاه‌جهان‌آباد متولد شد و همان‌جا نشو و نما یافت. میرمحتشم از شاگردان افضل ثابت و عبدالرضا متین اصفهانی و خان آرزو و دیگر فصحای زمانه بود. «دیوان» اشعار وی قریب به هفت‌هزار بیت است.

## نمونه شعر
رباعی زیر از محتشم‌علی‌خان حشمت بدخشانی است:
| آئینه به بزم دل‌گشای تو رسد     |  | ای جان نگاه   |
| هم شانه به زلف مشک‌سای تو رسد   |  | ما را چه گناه |
| ما خاک شویم و سرمه منظور افتد  |  | داغیم ز رشک   |
| دل خون شود و حنا به پای تو رسد |  | سبحان‌الله     |

## پی‌نوشت
1. 1 2  محدث‌زاده و  عباسی، اثرآفرینان، ج۱-ششم.
2. ↑  گودرزی، «نظری به مستزاد در...»، هنر و مردم، ۴۰.